# Hamad Ndee
Hamad Ndee (ur. 15 maja 1951) – tanzański lekkoatleta, sprinter.
Podczas igrzysk olimpijskich w Monachium (1972) odpadł w eliminacjach biegu na 200 metrów (7. lokata w biegu eliminacyjnym z czasem 21,74) oraz w sztafetach: 4 × 100 metrów (6. miejsce w biegu eliminacyjnym z czasem 41,07) i 4 × 400 metrów (6. lokata w biegu eliminacyjnym z czasem 3:10,2 – rekord Tanzanii).

## Rekordy życiowe
- Bieg na 200 metrów – 21,74 (3 września 1972, Monachium)[1]